# Ill eyes
Ill eyes er en dansk kortfilm fra 2016, der er instrueret af Oliver Wozny efter manuskript af ham selv og Johan T. Dirksen.

## Handling
Den førstefødte søn finder ud af, hvad det vil sige at dele forældrenes kærlighed.

## Medvirkende
- Victor Wozny, First born (child)
- Gustav Wozny, Second born (child)
- Johan T. Dirksen, First born
- Thomas Kirk, Second born
- Martin Wozny, Father
- Mette Wozny, Mother